# Gilberto Cuero
Gilberto Cuero (Buenaventura, Valle del Cauca, 23 de septiembre de 1944-Cali, Valle del Cauca, 29 de junio de 2024)fue un jugador de fútbol colombiano, que se desempeñaba como atacante en varias posiciones. En su carrera solo defendió los colores del América de Cali entre 1966 y 1978, a su retiro se dedicó a la enseñanza especializada en biología. Era tío del también futbolista Arnulfo Valentierra.

## Trayectoria
Nacido en el puerto de Buenaventura, únicamente actuó para el América.Cuando se retiró era el jugador con más partidos disputados con los Diablos Rojos -389 juegos sólo por Primera División-. Fue atacante de todas las posiciones. Alternó con jugadores importantes como el veloz Armando Torres, Norman Ortiz, Jorge Ramón Cáceres, Horacio Ferrin o Víctor Campaz. 
Debutó en 1966, cuando el técnico del América era el argentino José María Minella. Hizo parte de dos nóminas históricas en los tiempos más difíciles de la escuadra escarlata, la de 1967 que logró un invicto de veintidós fechas dirigida por Julio Tocker (récord colombiano de época) y en 1969 hizo parte del plantel que acabó como subcampeón, detrás del Deportivo Cali, bajo la dirección del también argentino Ángel Perucca. Al año siguiente, el equipo participó por primera vez en la Copa Libertadores, a la que solamente volvería a clasificar en 1980. Fue regular durante casi once años en el club donde también supo ser campeón de la Copa Simón Bolívar en 1976. 
Durante su retiro se dedicó íntegramente a su carrera como Licenciado en Biología y Química, que con mucho esfuerzo y dedicación obtuvo en la Universidad Santiago de Cali. Falleció el 29 de junio de 2024. Pese a no tener un palmarés destacado con el equipo, siempre fue recordado por su coraje y entrega, siendo figura histórica destacada en libros y recopilaciones del América. Así mismo es mencionado en el Himno de Fe y Alegría que el maestro Jairo Varela compuso por los 70 años del club en 1997.

## Clubes
| Club            | País     | Año         |
| --------------- | -------- | ----------- |
| América de Cali | Colombia | 1968 - 1977 |

## Palmarés

### Campeonatos internacionales
| Título             | Equipo          | País      | Año  |
| ------------------ | --------------- | --------- | ---- |
| Copa Simón Bolívar | América de Cali | Venezuela | 1975 |